# De Bellefroid d'Oudoumont
De Bellefroid d'Oudoumont (ook: De Bellefroid) is een Belgisch geslacht waarvan een lid in 1829 werd verheven in de Nederlandse adel. In hetzelfde jaar werd bij hetzelfde Koninklijk Besluit Philippus Jacobus de Bellefroid (1762-1839) verheven in de Nederlandse adel, maar er is geen verwantschap aangetoond met het uit Verlaine afkomstige geslacht.

## Geschiedenis
De oudst bekende voorvader is Guillaume de Bellefroid die als juridisch adviseur in 1428 wordt vermeld. De Belgische tak laat volgens de EPN de familie beginnen met Jean de Bellefroid (1447-1515), gemeenschappelijke voorouder van de in 1829 en in 1975 verheven neven, stamvaders van respectievelijk de eerste en de tweede linie. Volgens het NA (1988) is er geen verwantschap aangetoond tussen de Nederlandse familie De Bellefroid en deze Belgische familie.
Anno 2017 waren er nog 19 mannelijke telgen van de eerste linie in leven, de laatste geboren in 2016, en van de tweede linie nog negen, de laatste geboren in 1996.

### Voorouders
Jean de Bellefroid (1447-1515)
- Guillaume de Bellefroid (†1567)
  - Renchon de Bellefroid
    - Matthieu de Bellefroid
      - Guillaume de Bellefroid (1598-?
        - Matthieu de Bellefroid (†1680)
          - Jean de Bellefroid (†1727)
            - Oger de Bellefroid (1704-1774)
              - Jhr. Jean Charles François Xavier Felix de Bellefroid d'Oudoumont (1788-1864), stamvader van de eerste linie
- Jean de Bellefroid
  - Jean de Bellefroid (†1555)
    - Jean de Bellefroid
      - Thiry de Bellefroid († ca. 1671)
        - Henri Bellefroid (1661-?)
          - Charles Bellefroid (1712-1791)
            - Jean-Charles Bellefroid (1751-1806)
              - Joseph Bellefroid (1789-1864)
                - Joseph Bellefroid (1824-1894)
                  - Joseph de Bellefroid (1863-1935)
                    - Pierre de Bellefroid (1893-1964)
                      - Jhr. ir. François Charles Marie Jean Ghislain de Bellefroid (1925-2015), stamvader van de tweede linie

## Eerste linie

### Enkele telgen
Jhr. Jean Charles François Xavier Felix de Bellefroid d'Oudoumont (1788-1864), verheven in de Nederlandse adel in 1829, stamvader van de nog in België bloeiende eerste linie
- Jhr. Nicolas de Bellefroid d'Oudoumont (1839-1910)
  - Jhr. Fernand de Bellefroid d'Oudoumont (1864-1940)
    - Jhr. Charles de Bellefroid d'Oudoumont (1894-1969), reserve-officier
    - Jhr. Hubert de Bellefroid d'Oudoumont (1898-1974), oorlogsvrijwilliger
      - Jhr. Marc de Bellefroid d'Oudoumont (1929-2019), voormalig voorzitter van de Vereniging van Luikse bibliofielen
        - Jhr. Arnaud de Bellefroid d'Oudoumont (1961), afgestudeerd in marketing, skileraar, chef de famille van de eerste linie
          - Jhr. Harold de Bellefroid d'Oudoumont (1989), vermoedelijke opvolger als chef de famille

### Adellijke allianties
- De Donnea (1833 en 1888), Carton de Familleureux (1871), Comhaire de Spirmont (1919), Cardon de Lichtbuer (1919), Biebuyck (1950), Collinet (1959), Dumont de Chassart (1959), Van der Elst (1985), De Bassompierre (1985), De Liedekerke de Pailhe (1986), De Villegas de Clerchamp (1987)

### Wapenbeschrijving
- 1829: Gevierendeeld, het eerste en vierde van zilver, beladen met eene bande van keel, waarop eene liggend'halve maan van goud, het tweede en derde van lazuur, beladen met eenen ter regterzijde gekeerden klimmenden leeuw van zilver, getongd en gekroond van goud. Het schild gedekt met de Nederlandsche ridderkroon, waarop eene helm van zilver, geboord, getralied en gecierd van goud, gevoerd van lazuur, op dezelve eene wrong van keel en zilver, waaruit tot helmteeken is komende de leeuw van het tweede en derde deel des schilds. Voorts met zijne helmdekken van keel en zilver.

## Tweede linie

### Enkele telgen

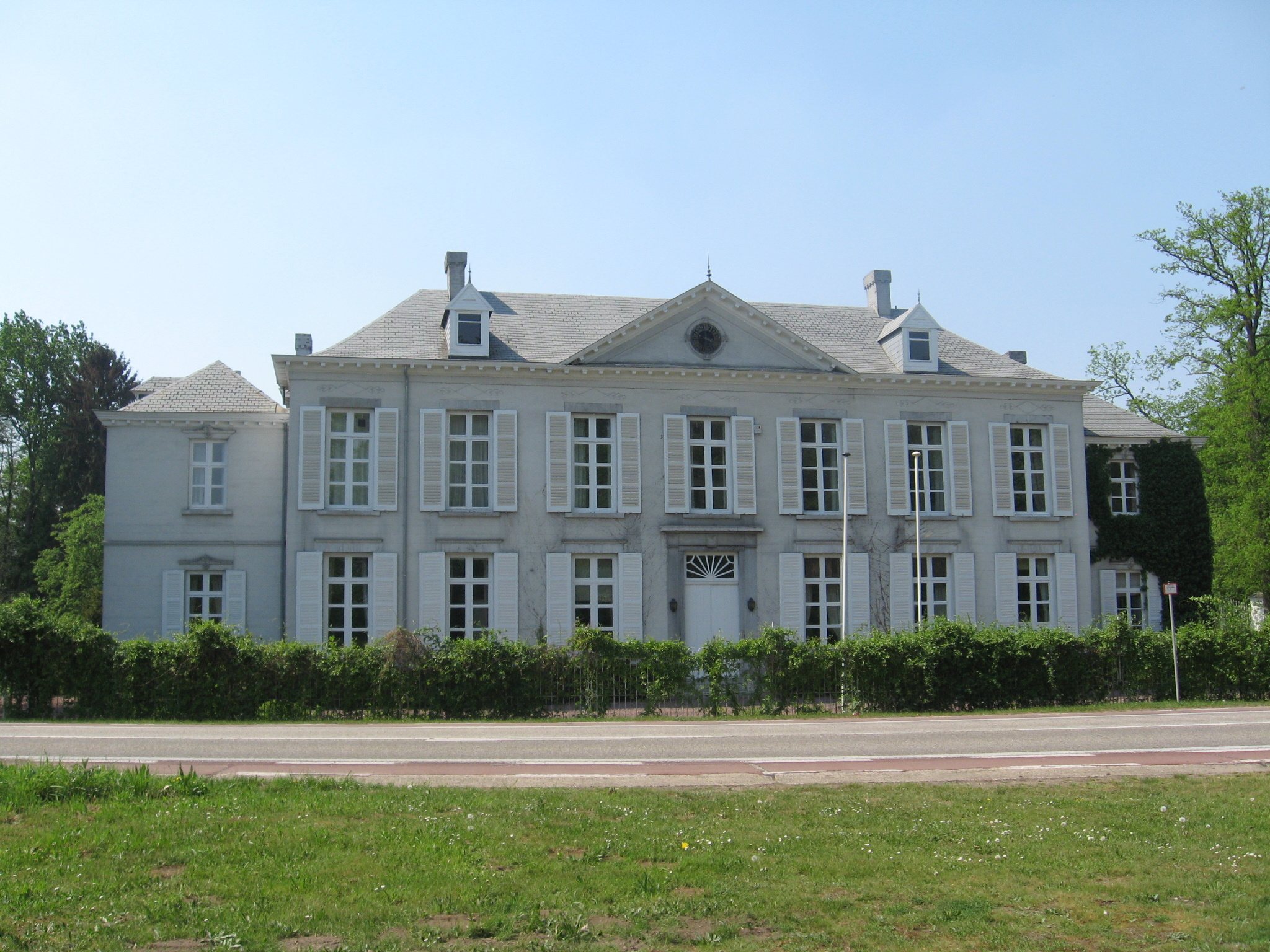
Het kasteel Terlaemen in 2011

Jhr. ir. François Charles Marie Jean Ghislain de Bellefroid (1925-2015), mijningenieur, neef in de 22e graad van de stamvader van de eerste linie, verheven in de Belgische adel in 1975, stamvader van de nog in België bloeiende tweede linie, bewoner van kasteel Terlaemen
- Jhr. Patrick-Emmanuel de Bellefroid (1954), chef de famille van de tweede linie, bewoner van kasteel van Nethen
- Jhr. Nicolas-Emmanuel  de Bellefroid (1963), bewoner van château des Roses (Chaumont-Gistoux)

### Adellijke allianties
- De Villenfagne de Vogelsanck (1823), Pirmez (1981), De Villenfagne de Sorinnes (1983), Lancellotti (1986, Italiaanse adel), Nolet de Brauwere van Steeland (2012), De Mévius (2016)

### Bezittingen
- Kasteel Terlaemen, Kasteel van Nethen, Château des Roses

### Wapenbeschrijving
- 1975: Gevierendeeld, één en vier in zilver, een schuinbalk van keel, beladen in het schildhoofd met een gouden wassenaar in de richting van de balk, twee en drie in azuur, een leeuw van zilver, gekroond van goud, geklauwd en getongd van keel. Een helm van zilver, gekroond, getralied, gesierd en omboord van goud, gevoerd en gehecht van azuur. Dekkleden: zilver en keel. Helmteken: de leeuw van het schild uitkomend.